# Вулиця Степана Бандери (Черкаси)
Вулиця Степана Бандери — вулиця в Черкасах.

## Розташування
Вулиця починається з тупика над вулицею Максима Кривоноса і простягається на південний захід, впирається у вулицю Сумгаїтську.

## Опис
Вулиця в більшій своїй частині неширока, асфальтована. Разом з тим, два квартали (від перехрестя з бульваром Шевченка та вулицею Дахнівською до перехрестя з вулицями Благовісною та Лісовою Просікою) є складовою магістралі Р-10; по цьому відтинку проходить в тому числі й маршрут для транзитного вантажного транспорту. В точці перетину із бульваром Шевченка зміщується на 70 м на північ (праворуч).

## Походження назви
Вулиця утворена 1950 року і називалась спочатку Соснівською. Пізніше була названа на честь Олександра Можайського, російського офіцера-моряка та, ймовірно, першого у світі винахідника літака із паровим двигуном. 22 грудня 2022 року рішенням Черкаської міської ради перейменована на честь Степана Бандери.

## Будівлі
По вулиці розташовані приватні будинки та деякі установи.